# Ceratops
Ceratops („Rohatá tvář“) byl malý rohatý dinosaurus (ceratopsid), který žil před asi 75 miliony lety v období svrchní křídy na území dnešního západu Severní Ameriky (stát Montana). Jedná se o jednoho z prvních popsaných rohatých dinosaurů, fragmentární fosilie jeho lebky však nelze přesně určit. Zatím se proto jedná o nomen dubium (pochybné jméno). V současnosti jsou však připravovány vědecké studie, které mohou původ ceratopse osvětlit. Jednou z možností je, že se jedná o zástupce rodu Avaceratops, Styracosaurus nebo Medusaceratops. Délka tohoto dinosaura činila pouze asi 2,5 metru.